# نیکولا سیوتولا
نیکولا سیوتولا (: Nicola Ciotola؛ زادهٔ ۲۸ مارس ۱۹۸۴) بازیکن فوتبال اهل ایتالیا است.
از باشگاه‌هایی که در آن بازی کرده‌است می‌توان به باشگاه فوتبال هلاس ورونا، باشگاه فوتبال پیزا، باشگاه فوتبال کومو، باشگاه فوتبال یووه استابیا، باشگاه فوتبال ناپولی، و باشگاه فوتبال آولینو اشاره کرد.